# Blocchiera
La blocchiera è una macchina utilizzata in edilizia per produrre blocchi di cemento di varie dimensioni e forme, tra i quali pavé autobloccanti e cordoli per marciapiede. 
La produzione avviene con il procedimento della pressocompressione: il calcestruzzo, opportunamente dosato, riempie la forma della macchina e successivamente agiscono delle "teste vibranti", che entrano nelle forme e pressano e vibrano il calcestruzzo per ottenere un compattamento omogeneo ed uniforme. Infine si alza la testa e la forma ed i prodotti restano sulla tavola di legno e sono portati nelle camere di maturazione per l'indurimento.
Una macchina similare è la "tegoliera", che produce tegole in cemento su stampi di alluminio. In questo caso le tegole vengono estruse sugli stampi che possono essere di varie forme e le tegole vengono separate solo quando sufficientemente dure, in genere dopo 12-24 ore.